# Skoryky (Ternopil)
Skoryky (ukrainisch Скорики; russisch Скорики/Skoriki, polnisch Skoryki) ist ein Dorf im Rajon Pidwolotschysk der Oblast Ternopil im Westen der Ukraine etwa 8 Kilometer nördlich der ehemaligen Rajonshauptstadt Pidwolotschysk und 39 Kilometer östlich der Oblasthauptstadt Ternopil am Flüsschen Samtschyk (Самчик) gelegen.

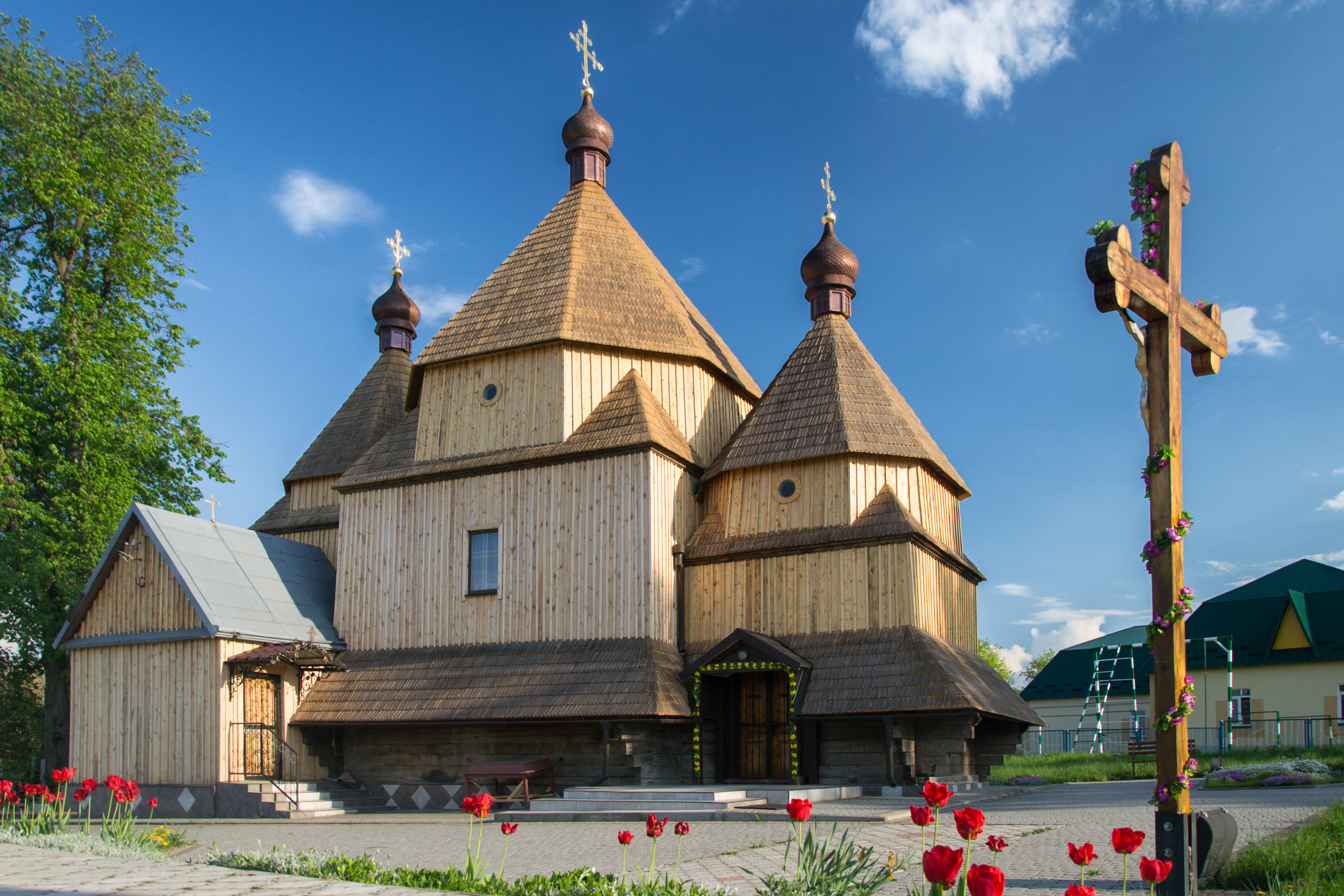
Kirche im Ort

Der Ort wurde 1598 zum ersten Mal schriftlich erwähnt und gehörte zunächst zur Adelsrepublik Polen-Litauen (in der Woiwodschaft Podolien). Von 1774 bis 1918 kam er, mit Unterbrechung zwischen 1810 und 1815, als er als Teil des Tarnopoler Kreises an Russland abgetreten werden musste, unter seinem polnischen Namen Skoryki zum österreichischen Kronland Königreich Galizien und Lodomerien.
Nach dem Ende des Ersten Weltkrieges kam die Ortschaft zu Polen (als Skoryki in die Woiwodschaft Tarnopol, Powiat Zbaraż, Gmina Skoryki), wurde im Zweiten Weltkrieg 1939 bis 1941 von der Sowjetunion und dann bis 1944 von Deutschland besetzt und hier in den Distrikt Galizien eingegliedert.
Nach dem Ende des Krieges wurde das Dorf der Sowjetunion zugeschlagen, dort kam die Ortschaft zur Ukrainischen SSR. Seit dem Zerfall der Sowjetunion 1991 ist Skoryky ein Teil der unabhängigen Ukraine.

## Verwaltungsgliederung
Am 29. Juli 2015 wurde das Dorf zum Zentrum der neugegründeten Landgemeinde Skoryky (Скориківська сільська громада Skorykiwska silska hromada). Zu dieser zählten noch die 13 in der untenstehenden Tabelle aufgelisteten Dörfer, bis dahin bildete es zusammen mit dem Dorf Klymkiwzi die Landratsgemeinde Skoryky (Скориківська сільська рада/Skorykiwska silska rada) im Osten des Rajons Pidwolotschysk.
Am 12. Juni 2020 kamen noch die 9 Dörfer Hnylyzi, Hnylytschky, Holoschynzi, Kosjari, Lyssytschynzi, Nowe Selo, Schelpaky, Suchiwzi und Toky zum Gemeindegebiet.
Seit dem 17. Juli 2020 ist sie ein Teil des Rajons Ternopil.
Folgende Orte sind neben dem Hauptort Skoryky Teil der Gemeinde:
| Name                     | Name       | Name                      | Name                    | Name |
| ukrainisch transkribiert | ukrainisch | russisch                  | polnisch                |      |
| ------------------------ | ---------- | ------------------------- | ----------------------- | ---- |
| Hnylyzi                  | Гнилиці    | Гнилицы (Gnilizy)         | Hnilice (Wielkie)       |      |
| Hnylytschky              | Гнилички   | Гнилички (Gnilitschki)    | Hniliczki, Hnilice Małe |      |
| Holoschynzi              | Голошинці  | Голошинцы (Goloschinzy)   | Hołoszyńce              |      |
| Holotky                  | Голотки    | Голотки (Golotky)         | Hołotki                 |      |
| Huschtschanky            | Гущанки    | Гущанки (Guschtschanki)   | Huszczanki              |      |
| Klymkiwzi                | Климківці  | Климковцы (Klimkowzy)     | Klimkowce               |      |
| Koschljaky               | Кошляки    | Кошляки (Koschljaki)      | Koszlaki                |      |
| Kosjari                  | Козярі     | Козяры (Kosjary)          | Koziary                 |      |
| Losiwka                  | Лозівка    | Лозовка (Losowka)         | Łozówka                 |      |
| Lyssytschynzi            | Лисичинці  | Лисичинцы (Lissitschinzy) | Lisieczyńce             |      |
| Medyn                    | Медин      | Медин (Medin)             | Medyń                   |      |
| Nowe Selo                | Нове Село  | Новое Село (Nowoje Selo)  | Nowe Sioło              |      |
| Obodiwka                 | Ободівка   | Ободовка (Obodowka)       | Obodówka                |      |
| Paltschynzi              | Пальчинці  | Пальчинцы (Paltschinzy)   | Palczyńce               |      |
| Penkiwzi                 | Пеньківці  | Пеньковцы (Penkowzy)      | Pieńkowce               |      |
| Prossiwzi                | Просівці   | Просовцы (Prossowzy)      | Prosowce                |      |
| Schelpaky                | Шельпаки   | Шельпаки (Schelpaki)      | Szelpaki                |      |
| Schtschasniwka           | Щаснівка   | Щасновка (Schtschasnowka) | Białozórka, Szczasnówka |      |
| Suchiwzi                 | Сухівці    | Суховцы (Suchowzy)        | Suchowce                |      |
| Terpyliwka               | Терпилівка | Терпиловка (Terpilowka)   | Terpiłówka              |      |
| Toky                     | Токи       | Токи (Toki)               | Toki                    |      |
| Worobijiwka              | Воробіївка | Воробиевка (Worobijewka)  | Worobijówka             |      |